# Parco Saumont
Il Parco Saumont (pron. fr. AFI: [somɔ̃] - in francese, Parc de Saumont) è il principale parco della città di Aosta.

## Descrizione
Il parco è situato nella località omonima, lungo il torrente Buthier, a nord della città, a pochi chilometri dal centro del capoluogo.
Si estende su una superficie di oltre 16.000 m2 ed ha al suo interno numerosi percorsi pedonali e ciclabili, un'area giochi di 600 m2 e tre laghetti di superficie complessiva di circa 1500 m2, sovrastati da un ponte che permette la visione aerea.

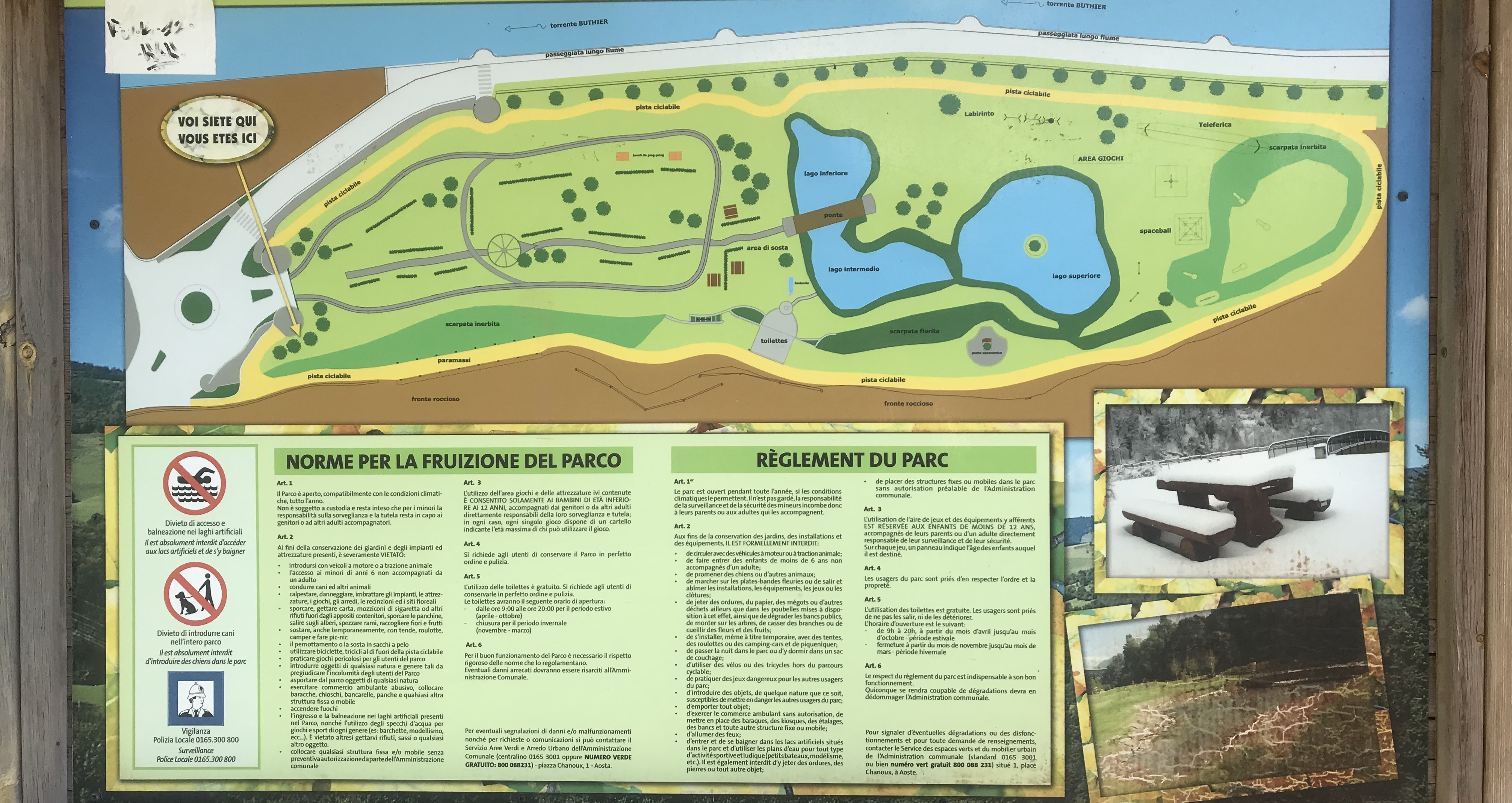
Cartello con il piano e il regolamento del parco.

### Alberi presenti
All'interno del parco sono presenti l'acero globoso, la quercia, il liquidambar, l'acero saccarino, il faggio rosso, la betulla, il nocciolo e il pioppo tremolo. Le siepi all'interno del parco sono state create utilizzando il bosso.
È stato inoltre piantumato un salice piangente (salix babylonica) nell'isolotto all'interno di uno dei laghetti.